# Championnat de France de volley-ball Ligue B 2015-2016
Navigation
Ligue B 2014-15 Ligue B 2016-17
| \| Asnières Cambrai Martigues Nice Le Plessis-Robinson Rennes Saint-Quentin Tourcoing \| Localisation des clubs engagés dans le championnat. |
| Asnières Cambrai Martigues Nice Le Plessis-Robinson Rennes Saint-Quentin Tourcoing                                                           |

Le Championnat de France de volley-ball Ligue B 2015-2016 oppose huit équipes françaises de volley-ball. Le championnat de France de volley-ball de deuxième division porte le nom de Ligue B depuis 2009. Le championnat ne comporte que huit équipes cette saison à la suite des difficultés financières de Orange, Alès,Harnes (relégués par la Commission d’aide et de contrôle des clubs professionnels), Avignon, Calais (relégués sportivement, mais n'ayant pas les moyens financiers de se maintenir), et Saint-Brieuc (promu de Nationale 1, mais sans les moyens financiers pour assurer sa promotion).

## Listes des équipes en compétition
| Club                                   | En Ligue B depuis | Provenance  | Budget 2015-2016 (M€) | Classement 2014-2015 | Salle(s)                       | Capacité théorique |
| -------------------------------------- | ----------------- | ----------- | --------------------- | -------------------- | ------------------------------ | ------------------ |
| Tourcoing Lille Métropole Volley-Ball  | 2015              | Ligue A     |                       | 14e (Ligue A)        | Complexe sportif Léo Lagrange  | 3 000              |
| Nice Volley-Ball                       | 2011              | Ligue A     |                       | 4e                   | Salle Palmeira                 | 1 000              |
| Rennes Volley 35                       | 2014              | Ligue A     |                       | 6e                   | Salle Colette Besson           | 2 500              |
| Cambrai Volley-Ball                    | 2004              | Nationale 1 |                       | 8e                   | Salle Jean-Marie Vanpoulle     | 1 300              |
| Plessis-Robinson Volley-ball           | 2010              | Nationale 1 |                       | 9e                   | Espace Omnisports              | 499                |
| Martigues Volley-Ball                  | 2009              | Nationale 1 |                       | 10e                  | Gymnase Julien Olive           | 600                |
| Foyer Laïque Saint-Quentin Volley-Ball | 2014              | Élite       |                       | 11e                  | Palais des Sports Pierre-Ratte | 3 800              |
| Asnières Volley 92                     | 2008              | Pro A       |                       | 12e                  | Gymnase des Courtilles         | 700                |

## Formule de la Compétition

### Phase de Poule
Matchs Aller/Retour : 14 journées.
Extra-Match : 7 journées. Chaque équipe ayant remporté son duel face à son adversaire lors des deux matchs de la phase aller-retour jouera un match supplémentaire à domicile.
Tous les clubs sont maintenus sportivement en Ligue B, et tous jouent les phases finales (play-off).

### Play-Off
1. Les ¼ de finale et les ½ finales se disputent en matchs Aller/Retour et appui éventuel
2. Le match Aller a lieu sur le terrain du club le mieux classé à l'issue de la première phase
3. Le match Retour a lieu sur le terrain du club le moins bien classé à l'issue de la première phase
4. En cas d’égalité de victoires, un match d’appui se déroule sur le terrain du club le mieux classé à l’issue de la première phase.
5. La finale se dispute en match unique.

- - Quarts de finale du Championnat de France de Ligue B Masculine

Les quarts de finale sont répartis comme suit et se jouent en 2 matchs gagnants :
1. Le club classé 1er contre le club classé 8e à l’issue de la première phase (match A)
2. Le club classé 2e contre le club classé 7e à l’issue de la première phase (match B)
3. Le club classé 3e contre le club classé 6e à l’issue de la première phase (match C)
4. Le club classé 4e contre le club classé 5e à l’issue de la première phase (match D)

- - Demi-finales du Championnat de France de Ligue B Masculine

Y participent les vainqueurs des quarts de finale et se jouent en 2 matchs gagnants :
1. Vainqueur du match A contre le vainqueur du match D (match E)
2. Vainqueur du match B contre le vainqueur du match C (match F)

- - Finale du Championnat de France de Ligue B Masculine

Y participent les vainqueurs des demi-finales et se joue en un match unique :
1. Vainqueur du match E contre le vainqueur du match F

## Classement de la saison régulière
| # | Équipe              | Pts  | J  | G  | Gt | Pt | P  | Sp | Sc | Ratio | Pp   | Pc   | Ratio |
| 1 | Rennes              | 53-3 | 21 | 17 | 1  | 3  | 0  | 60 | 18 | 3.333 | 1879 | 1611 | 1.166 |
| 2 | Nice                | 37   | 21 | 9  | 4  | 2  | 6  | 46 | 37 | 1.243 | 1850 | 1820 | 1.016 |
| 3 | Tourcoing(R)        | 34   | 21 | 10 | 2  | 0  | 9  | 40 | 35 | 1.143 | 1712 | 1688 | 1.014 |
| 4 | Martigues           | 32   | 21 | 9  | 2  | 1  | 9  | 39 | 38 | 1.026 | 1732 | 1747 | 0.991 |
| 5 | Cambrai             | 27   | 21 | 6  | 3  | 3  | 9  | 35 | 45 | 0.778 | 1786 | 1798 | 0.993 |
| 6 | Le Plessis-Robinson | 25   | 21 | 5  | 3  | 4  | 9  | 37 | 49 | 0.755 | 1906 | 1947 | 0.979 |
| 7 | Saint-Quentin       | 23   | 21 | 4  | 3  | 5  | 9  | 37 | 49 | 0.755 | 1857 | 1946 | 0.954 |
| 8 | Asnières            | 18   | 21 | 4  | 2  | 2  | 13 | 28 | 51 | 0.549 | 1689 | 1854 | 0.911 |
| # = classement; Pts = points; J = joués; G / Gt / Pt / P = gagnés 3-0 ou 3-1 / gagnés au tie-break 3-2 / perdus au tie-break 2-3 / perdus 1-3 ou 0-3; Sp / Sc / Ratio = sets pour / contre / ratio de sets pour/contre; Pp / Pc / Ratio = points pour / contre / ratio de points pour/contre |                     |      |    |    |    |    |    |    |    |       |      |      |       |

|     | Qualification pour les play-offs 2016 |
| (R) | Relégué 2015                          |

Rennes  s'est vu infliger un retrait de 3 points par la DNACG.

## Résultats de la saison régulière
Première phase
| Résultats (dom.\ext.)                                              | ASN | CAM | MAR | NIC | PLE | REN | SQV | TLM |
| Asnières                                                           |     | 3-0 | 1-3 | 1-3 | 3-0 | 1-3 | 3-2 | 3-1 |
| Cambrai                                                            | 3-0 |     | 2-3 | 0-3 | 2-3 | 3-2 | 3-2 | 0-3 |
| Martigues                                                          | 2-3 | 1-3 |     | 3-1 | 3-0 | 0-3 | 0-3 | 0-3 |
| Nice                                                               | 3-1 | 3-0 | 3-1 |     | 1-3 | 3-2 | 3-1 | 0-3 |
| Le Plessis-Robinson                                                | 3-1 | 3-0 | 2-3 | 2-3 |     | 2-3 | 1-3 | 1-3 |
| Rennes                                                             | 3-0 | 3-0 | 3-0 | 3-0 | 3-1 |     | 2-3 | 3-0 |
| Tourcoing                                                          | 3-0 | 0-3 | 1-3 | 2-3 | 3-2 | 1-3 |     | 1-3 |
| Saint-Quentin                                                      | 3-0 | 3-0 | 0-3 | 3-2 | 1-3 | 1-3 | 3-2 |     |
| - Victoire à domicile - Victoire à l'extérieur - Match non disputé |     |     |     |     |     |     |     |     |

Extra-match
| Résultats (dom.\ext.)                                              | ASN | CAM | MAR | NIC | PLE | REN | SQV | TLM |
| Asnières                                                           |     | -   | -   | -   | 3-1 | -   | -   | -   |
| Cambrai                                                            | 3-2 |     | 3-0 | -   | -   | -   | -   | 3-1 |
| Martigues                                                          | 3-0 | -   |     | 1-3 | 3-0 | -   | -   | -   |
| Nice                                                               | 3-0 | 3-2 | -   |     | -   | -   | -   | 3-0 |
| Le Plessis-Robinson                                                | -   | 3-1 | -   | 3-2 |     | -   | 0-3 | -   |
| Rennes                                                             | 3-0 | 3-1 | 3-1 | 3-0 | 3-1 |     | 3-0 | 3-0 |
| Tourcoing                                                          | 3-2 | 1-3 | 0-3 | 3-1 | -   | -   |     | 0-3 |
| Saint-Quentin                                                      | 3-2 | 1-3 | -   | -   | 2-3 | -   | -   |     |
| - Victoire à domicile - Victoire à l'extérieur - Match non disputé |     |     |     |     |     |     |     |     |

## Phases finales

### Tableau
|  | Quarts de finale        | Quarts de finale | Quarts de finale | Quarts de finale |   |          | Demi-finales | Demi-finales | Demi-finales | Demi-finales |  |  | Finale | Finale |  |  |
|  |                         |                  |                  |                  |   |          |              |              |              |              |  |  |        |        |  |  |
|  |                         |                  |                  |                  |   |          |              |              |              |              |  |  |        |        |  |  |
|  |                         |                  |                  |                  |   |          |              |              |              |              |  |  |        |        |  |  |
|  | (1) Rennes              | 3                | 3                |                  |   |          |              |              |              |              |  |  |        |        |  |  |
|  | (1) Rennes              | 3                | 3                |                  |   |          |              |              |              |              |  |  |        |        |  |  |
|  | (8) Asnières            | 0                | 1                |                  |   |          |              |              |              |              |  |  |        |        |  |  |
|  | (8) Asnières            | 0                | 1                | (1) Rennes       | 3 | 3        |              |              |              |              |  |  |        |        |  |  |
|  |                         |                  |                  |                  | 3 | 3        |              |              |              |              |  |  |        |        |  |  |
|  |                         | (4) Martigues    | 0                | 0                |   |          |              |              |              |              |  |  |        |        |  |  |
|  | (4) Martigues           | (4) Martigues    | 0                | 0                | 3 | 3        |              |              |              |              |  |  |        |        |  |  |
|  | (4) Martigues           |                  |                  |                  |   |          |              |              |              |              |  |  |        |        |  |  |
|  | (5) Cambrai             | 0                | 2                |                  |   |          |              |              |              |              |  |  |        |        |  |  |
|  | (5) Cambrai             | 0                | 2                | (1) Rennes       | 2 |          |              |              |              |              |  |  |        |        |  |  |
|  |                         |                  |                  |                  | 2 |          |              |              |              |              |  |  |        |        |  |  |
|  |                         |                  |                  |                  |   | (2) Nice | 3            |              |              |              |  |  |        |        |  |  |
|  | (2) Nice                | 3                | 3                |                  |   | (2) Nice | 3            |              |              |              |  |  |        |        |  |  |
|  | (2) Nice                | 3                | 3                |                  |   |          |              |              |              |              |  |  |        |        |  |  |
|  | (7) Saint-Quentin       | 2                | 0                |                  |   |          |              |              |              |              |  |  |        |        |  |  |
|  | (7) Saint-Quentin       | 2                | 0                | (2) Nice         | 3 | 3        |              |              |              |              |  |  |        |        |  |  |
|  |                         |                  |                  |                  | 3 | 3        |              |              |              |              |  |  |        |        |  |  |
|  |                         | (3) Tourcoing    | 2                | 2                |   |          |              |              |              |              |  |  |        |        |  |  |
|  | (3) Tourcoing           | (3) Tourcoing    | 2                | 2                | 3 | 1        | 3            |              |              |              |  |  |        |        |  |  |
|  | (3) Tourcoing           |                  |                  |                  |   | 1        | 3            |              |              |              |  |  |        |        |  |  |
|  | (6) Le Plessis-Robinson | 0                | 3                | 0                |   |          |              |              |              |              |  |  |        |        |  |  |

### Résultats

#### Quarts de finale
Matches aller

Matches retour

Match d'appui

#### Demi-finale
Matches aller

Matches retour